# Hipponix benthophila
Hipponix benthophila là động vật thân mềm chân bụng sống ở biển trong họ Hipponicidae, the hoof snails.